# Malicorne (groupe)
Pour les articles homonymes, voir Malicorne.
Malicorne est un groupe de rock progressif français[réf. nécessaire]. Le groupe, d'abord catégorisé musique folk puis de folk rock, est formé à la fin de l'été 1973 par le couple Gabriel Yacoub (guitare acoustique et électrique, épinette des Vosges, chant) et Marie Yacoub (dulcimer, bouzouki, vielle à roue, chant) ainsi que Laurent Vercambre (violon, alto, bouzouki, psaltérion à archet, harmonium, mandoline, chant) et Hughes de Courson (guitare électrique, basse, cromorne, percussions, chant). Ils seront rejoints en septembre 1976 par Olivier Zdrzalik-Kowalski (basse, claviers, chant).
Après une première séparation fin 1981, le groupe se reforme à l'été 1984 pour une tournée principalement nord-américaine avec de nouveaux musiciens accompagnant le couple fondateur, puis en 1986 avec d'autres musiciens accompagnateurs pour l'enregistrement d'un ultime album studio et pour une ultime tournée en 1987–1989. Malicorne se reforme dans sa configuration originelle à l'occasion d'un concert unique donné le 15 juillet 2010 dans le cadre du festival des Francofolies de La Rochelle.
Avec de nouveaux musiciens accompagnateurs, le couple fondateur Gabriel Yacoub et Marie Sauvet forme fin novembre 2011 un nouveau groupe sous le nom de « Gabriel et Marie de Malicorne » (renommé simplement « Malicorne » en septembre 2012).
Le concert que Malicorne donne le 12 août 2017 à Paimpol dans le cadre du festival du chant de marin est annoncé comme le dernier du groupe.
En 2020, le groupe a vendu plus de 2 millions d'albums dans le monde.

## Biographie

### Prémices et formation classique (1973—1979)
Au printemps 1973, Gabriel et Marie Yacoub enregistrent (avec notamment Dan Ar Braz) l'album expérimental Pierre de Grenoble par lequel le couple revisite le répertoire traditionnel. Sorti en octobre 1973, le succès immédiat et inattendu de ce coup d'essai sera à l'origine du renouveau des musiques traditionnelles en France,.
Avant même la sortie de l'album Pierre de Grenoble, Gabriel et Marie Yacoub forment Malicorne le 5 septembre 1973,, en compagnie de deux autres musiciens Laurent Vercambre et Hughes de Courson. Le nom du groupe provient du hasard : c'est en se rendant en Bretagne pour donner un concert fin juillet 1973 à Moëlan-sur-Mer à l'occasion du 2e festival de Kertalg que le couple fondateur Gabriel et Marie Yacoub est amené à l'approche du Mans à passer par hasard à Malicorne-sur-Sarthe à la suite d'une déviation. Hughes qui accompagne alors le couple a l'idée de retenir ce nom pour le groupe, alors encore en gestation. Gabriel Yacoub raconte : « Une déviation nous a fait passer à Malicorne-sur-Sarthe. C'est dur de trouver un nom pour un groupe, et celui-là nous a paru très poétique, très évocateur »,.
À peine formé, le groupe est rejoint en renfort par le bassiste Max Picout[réf. nécessaire] et se lance à l'automne 1973 dans une première tournée de quelques dates en Bretagne avec un tout premier concert à Quimper le 31 octobre puis trois autres concerts début novembre à Concarneau, Morlaix et Rennes. Alors vendeur de disques, Daniel Bornet découvre l'album Pierre de Grenoble à sa sortie en octobre 1973. Un ami lui permet de rencontrer Gabriel Yacoub. Le groupe est alors en agence chez Michel Salou. Daniel Bornet devient l'agent et le manager du groupe jusqu'à sa dernière tournée à l'été 1989. Au printemps 1974, la formation (réduite à nouveau à un quartet après le départ définitif du bassiste Max Picout) enregistre déjà aux studios Acousti son premier album Malicorne qui sera bien accueilli par le public à sa sortie en octobre. Fin 1974, le public fera également un accueil très chaleureux à la tournée française de promotion de l'album.
Au printemps 1975, le groupe enregistre son second album Malicorne 2, aussi appelé Le Mariage anglais, qui sort en novembre et connaît également un succès. Malicorne commence à se produire à l'étranger. Les Anglais découvrent ainsi ce groupe de musique folk en juillet 1975 à l'occasion du Cambridge Folk Festival. À travers ses chansons soucieuses de l'écologie, Malicorne s'oppose « à la guerre, à l'impérialisme américain ». Au printemps 1976, Malicorne est à nouveau aux studios Acousti pour enregistrer son troisième album, l'emblématique Almanach. Publié en septembre 1976, l'album se présente comme un album-concept déclinant en douze titres traditionnels les « pratiques magiques qui sont en rapport direct avec les douze mois de l'année », comme l'explique Gabriel Yacoub sur la pochette de l'album. Almanach décroche son premier double-disque d'or en novembre 1977 pour 100 000 exemplaires vendus.
Le quatuor aura donc réalisé seul les trois premiers albums studio du groupe avant d'être rejoint durablement en septembre 1976 (principalement à la guitare basse et au chant) par Olivier Zdrzalik-Kowalski (présenté à Gabriel par Daniel Bornet qui le connaissait en tant que bassiste du groupe Komintern). Olivier participe à l'été 1977 au studio Normandie à l'enregistrement de Malicorne 4, le quatrième album du groupe qui sort en octobre 1977. Fin 1977, Malicorne publie sa première compilation intitulée Quintessence comprenant Martin, un morceau jusque là inédit en album car auparavant disponible uniquement en single (sorti début 1975). En 1978, la formation publie son cinquième et dernier album studio, L'Extraordinaire Tour de France d'Adélard Rousseau, dit Nivernais la clef des cœurs, Compagnon charpentier du devoir, second album-concept du groupe (après Almanach). En 1979, Malicorne publie En public, son premier album live, enregistrement (partiel) de deux concerts donnés à Montréal au El Casino les 2 et 3 décembre 1978. Outre les titres Le Prince d'Orange et Pierre de Grenoble issus de l'album Pierre de Grenoble et quelques-uns de leurs classiques issus des premiers albums, ce live comporte quelques titres inédits en album studio : un medley de Réels, une suite de branles et C'est le mai, une chanson en partie écrite par Gabriel.

### Nouvelle formation (1979—1982)
La publication en 1979 de l'album live En public coïncide avec le départ définitif de deux de ses membres originaux, Laurent Vercambre et Hughes de Courson, qui sont tous deux remplacés par Patrick Le Mercier au violon et à la guitare et par Jean-Pierre Arnoux à la batterie et aux percussions. L'anglais Brian Gulland aux vents et Dominique Regef à la vielle à roue et au violoncelle complètent la formation pour l'enregistrement de l'album Le Bestiaire (1979), troisième album-concept du groupe. Cette nouvelle formation (réduite à nouveau à un quintet avec le départ de Brian Gulland et Dominique Regef) s'éloignera du répertoire traditionnel en 1981 avec la publication de son second album Balançoire en feu, fruit d'une collaboration inédite avec le parolier Étienne Roda-Gil[réf. nécessaire].
Les membres de Malicorne « d'un commun accord » décident d'arrêter : le groupe se sépare début 1982 à l'issue d'une dernière tournée de concerts achevée fin 1981. Comme l'explique Gabriel Yacoub, « on a choisi de tirer notre révérence et puis chacun avait d'autres projets artistiques ou projets de vie. Marie voulait privilégier sa vie de famille et moi j'ai continué une carrière en solo qui m'a mené d'Europe aux États-Unis en passant par le Canada en écrivant mes propres chansons mais sans renier la musique traditionnelle. ».

### Dernières années (1984—1989)
Le groupe se reforme à l'été 1984 le temps d'une tournée de concerts nord-américaine en juillet–août et de quelques dates en France en octobre puis à nouveau en 1986 autour de l'album Les Cathédrales de l'industrie et enfin en 1987–1989 pour une tournée d'adieu passant notamment en Belgique, en Angleterre et aux États-Unis (à laquelle Marie participera sur une partie seulement, limitée aux premiers concerts donnés fin 1987) et s'achevant par un concert donné le 22 juillet 1989 au festival des Tertres à Saint-Gouéno dans les Côtes-d'Armor.

### Reformation exceptionnelle (2010)
Le 15 juillet 2010, près de 29 ans après la première séparation du groupe et près de 22 ans après sa séparation définitive, sur l'insistance de Gérard Pont, le directeur des Francofolies de La Rochelle (« qui faisait le forcing depuis une quinzaine d’années pour programmer [le groupe] dans son festival »), Gabriel accepte de reformer Malicorne le temps d'un concert exceptionnel donné dans le cadre du festival réunissant sur scène pour la première fois en 31 ans les cinq membres de la formation classique soit les quatre membres fondateurs Gabriel Yacoub, Marie Sauvet, Laurent Vercambre et Hughes de Courson augmentés d'Olivier Zdrzalik-Kowalski (qui avait rejoint le groupe seulement en 1976). Cette formation classique est complétée par Yannick Hardouin (basse) - complice de longue date de Gabriel - et David Pouradier Duteil (batterie et percussions), et rejointe sur scène par de nombreux artistes invités à interpréter à leur façon les classiques du répertoire de Malicorne : Gilles Chabenat, J. P. Nataf, Le Quatuor, Michel Rivard, Karl Zéro, Tété, Claire Diterzi, Bensé et Jil Is Lucky en duo. La publication en mars 2011 d'un album et d'un DVD tous deux intitulés Concert exceptionnel aux Francofolies de La Rochelle rend compte de cet évènement.

### Reformation de Malicorne (2011—2017)
Le concert aux Francofolies révèle au couple fondateur Gabriel Yacoub et Marie de Malicorne l'engouement intact du public et même l'intérêt des jeunes générations pour la musique de Malicorne. Gabriel et Marie annoncent alors le projet d'un nouveau groupe appelé d'abord « Gabriel et Marie de Malicorne » puis simplement Malicorne. Gabriel explique : « finalement, ce sera toujours Malicorne mais avec quatre nouveaux musiciens parmi lesquels de vieux complices comme Gilles Chabenat à la vielle », ou Yannick Hardouin à la guitare basse mais aussi l'arrivée dans le groupe d'un petit nouveau : l'accordéon diatonique « malicornisé » sous les doigts de Romain Personnat ». Sur scène, Malicorne reprendra « quelques « standards », histoire de ne pas décevoir. Mais pas question pour le groupe « de se laisser enfermer dans le passé ou de s'imposer des limites. »[réf. nécessaire] Outre du « traditionnel qu'il adapte sans vergogne », le groupe « proposera d'autres textes plus oniriques que Gabriel écrit lui-même en gardant « l'esprit Malicorne » ». À côté des airs du Berry où Gabriel s'est installé depuis longtemps, on retrouvera « aussi diverses influences musicales allant de la Louisiane au Haut Moyen Âge en passant par Ravel, Debussy ou Fauré… »

#### Gabriel et Marie de Malicorne (2011—2012)
En novembre 2011, 38 ans après que Gabriel et Marie Yacoub ont publié l'album Pierre de Grenoble, le site web de Kerne Production (agence dirigée par Jean-Philippe Mauras jusqu'en 2013) annonce la formation d'un nouveau groupe sous le nom de « Gabriel et Marie de Malicorne » : outre le couple éponyme Gabriel Yacoub (chant, guitare, mandoloncelle) et Marie Sauvet (Marie de Malicorne sur scène, chant, dulcimer, psaltérion), le groupe comptera Yannick Hardouin (claviers, basse acoustique, chant), Gilles Chabenat (vielle à roue électro-acoustique), tous deux collaborateurs de longue date de Gabriel avec qui ils jouent habituellement en trio, David Pouradier Duteil (percussions, chant, déjà présent sur scène aux côtés de Malicorne lors du concert de La Rochelle) et un nouveau venu, Romain Personnat (accordéon diatonique, harmonium, chant).
Prenant modèle sur Almanach, album publié en 1976, Kerne Production annonce deux projets : d'abord la mise en place à compter de juillet 2012 d'une tournée intitulée "Almanach Tour 2012-2013" célébrant les 40 ans de carrière de Gabriel et Marie. Le répertoire de cette tournée se composera des standards qui ont fait le succès de Malicorne ainsi que de nouveaux morceaux inédits : des traditionnels issus de l'expérience acquise pendant toutes ces années et de compositions. S'en suivra l'enregistrement à la fin de l'année 2013 d'un nouvel album (au titre initialement annoncé comme étant Almanach 2013) auquel participeront de nombreux invités qui ont influencé le groupe ou qui ont fait perdurer la légende.
Au cours de la tournée Almanach Tour, le groupe se produit dans des salles plus ou moins grandes mais aussi en plein air lors de festivals d'été. Pendant les six premiers mois, sur huit dates, l'« Almanach Tour » passe pas moins de cinq fois par la Bretagne.

#### Retour au nom Malicorne (à partir de 2012)

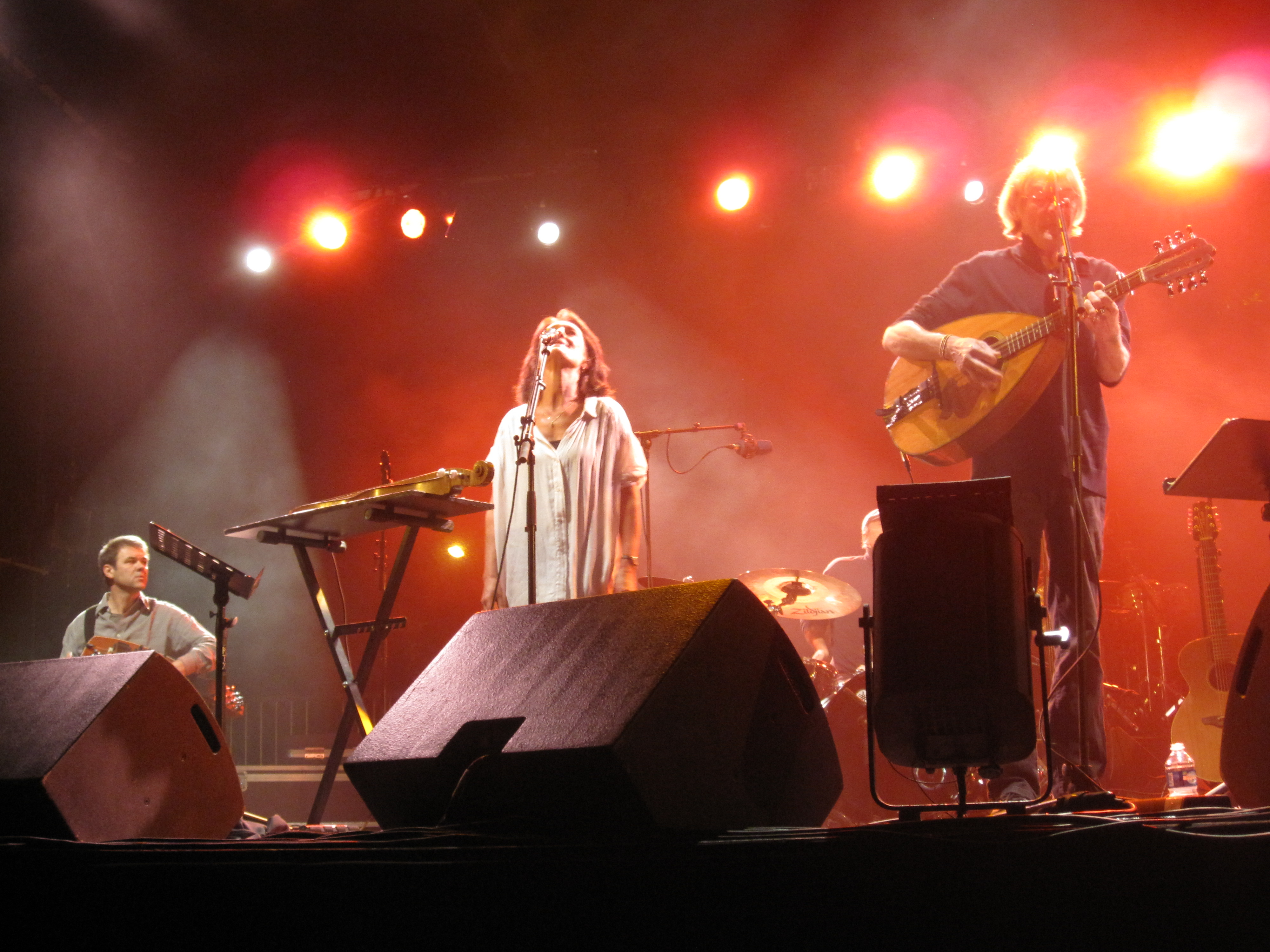
Malicorne sur scène à Château-Thierry en 2012.

Le 20 septembre 2012, la page Facebook de Malicorne[source insuffisante] annonce que le groupe de 6 musiciens Gabriel et Marie de Malicorne devient simplement « Malicorne », à la suite du fait que le couple éponyme s'est aperçu que le nouveau nom « ne marchait pas du tout », que « dans l'esprit des gens ça restait Malicorne »[réf. nécessaire].

#### Enregistrement du nouvel album et changements de personnel (à partir de 2013)
En mars 2013, Malicorne rentre en studio à Greneville-en-Beauce pour commencer l'enregistrement du nouvel album. Le groupe travaille cinq titres : Soleillet de l'air en l'air, Géant (deux titres que le groupe s'était déjà essayé à interpréter sur scène à l'été 1984 lors de sa tournée américaine), le tout nouveau titre Au bout du bois, une nouvelle version du classique Pierre de Grenoble et un cinquième titre (non dévoilé) laissé seulement à l'état de démo.
Un 7e musicien est présent sur scène lors du concert de Malicorne le 24 mai 2013 à Aubervilliers : collaborateur de longue date de Gabriel Yacoub, le guitariste Nicolaïvan Mingot avait déjà participé à l'enregistrement en mars 2013 des cinq premiers titres prévus pour le nouvel album. Malicorne joue à nouveau à seulement 6 musiciens au concert suivant le 6 juillet 2013 à l'occasion du Gooikoorts Festival qui a lieu en Belgique, mais au concert d'après, le 14 juillet 2013 au Château d'Ars, Nicolaïvan Mingot est de retour sur scène avec le groupe et, depuis lors, a intégré la formation[réf. nécessaire].
Ancien membre fondateur du groupe, Laurent Vercambre, d'abord seul au violon et au nyckelharpa puis en fin de concert au sein du duo de nyckelharpas qu'il forme avec Eléonore Billy, rejoint Malicorne sur scène sur plusieurs titres le 14 juillet 2013 lors du festival du Château d'Ars. C'est alors la première fois que Laurent rejoue avec Malicorne depuis le concert du groupe (dans sa configuration classique) aux Francofolies de La Rochelle 3 ans plus tôt le 15 juillet 2010. Par la suite, Laurent Vercambre assure la première partie du concert parisien que Malicorne donne le 20 septembre 2014 au Trianon,.
En juillet 2013, Daniel Bornet reprend le management du groupe. Le booking, jusque-là assuré par Kerne Production, est alors confié à Pyrprod.
La tournée Almanach Tour se poursuit dans toute la France mais passe aussi dans trois pays limitrophes ou proches : en Belgique en 2013, aux Pays-Bas en 2014 et en Suisse en 2015[réf. nécessaire].
Le 17 novembre 2014, Malicorne annonce sur sa page Facebook[source insuffisante] le retour permanent au sein du groupe en décembre 2014 du membre fondateur Laurent Vercambre au violon et au nyckel-harpa, en remplacement de Romain Personnat, avec un premier concert donné par la nouvelle formation le samedi 17 janvier 2015 à Dijon (Théâtre des Feuillants). Romain Personnat aura donc définitivement quitté le groupe après un dernier concert de l'année 2014 donné le 11 novembre à Coutances.

#### Poursuite des projets et de la tournée, nouveau vinyle et ultime concert (2015—2017)
Le 24 juin 2015, Malicorne assure que son nouvel album studio est toujours en préparation, confiant « prendre [son] temps pour qu'il soit de qualité » et annonce « souhaiter tout de même sortir [...] pour le mois d'octobre 2015 » deux disques : un EP de 4 morceaux « pour donner le ton de l'album » et un vinyle (en deux versions) d'un nouveau titre, Les Cendres de Jeanne, une chanson écrite par Gabriel Yacoub sur le personnage de Jeanne d'Arc. Finalement, seul le vinyle sera publié le 10 décembre 2015 sous le titre Jehanne, proposant deux versions différentes, l'une en face A intitulée Les Cendres de Jeanne (signée Gabriel Yacoub / Nicolaïvan Mingot) interprétée par Malicorne, l'autre en face B intitulée Ghjuvanna (signée Gabriel Yacoub / Nicolaïvan Mingot / Laurent Vercambre) curieusement interprétée par A Filetta, groupe corse ami de Malicorne.
Le 24 juillet 2015, Malicorne se produit au Paléo Festival de Nyon (Suisse) : en effet, le groupe était invité 40 ans auparavant à la toute première édition du festival.
Le 27 juillet 2015, Malicorne annonce sur sa page Facebook la continuation de la tournée jusqu'en 2016 en confirmant de nouvelles dates de concerts en France pour fin 2015 (une date en banlieue parisienne) et début 2016 (une date dans le centre et deux dates dans le sud-ouest où Malicorne tourne rarement)[réf. nécessaire].
Mi-septembre 2015, Malicorne annonce sur sa page Facebook le départ définitif de Laurent Vercambre après seulement neuf mois passé au sein du groupe. Ce départ a été décidé de façon concertée avec le groupe, Laurent Vercambre souhaitant se lancer dans d'autres projets musicaux. À l'origine, Laurent Vercambre devait annoncer son départ sur scène à l'occasion d'un dernier concert donné au sein de Malicorne le 25 septembre 2015 à Coucy-le-Château dans le cadre du « Historica - Pagan Festival » mais le concert avait été annulé à la suite de l'annulation de l'intégralité du festival par ses organisateurs. Malicorne redevient donc une formation à 6 musiciens, comme c'était le cas depuis le début de la tournée jusqu'à l'arrivée de Nicolaïvan Mingot au sein du groupe au printemps 2013.
Le groupe donne un ultime concert le 12 août 2017 lors du festival du chant de marin de Paimpol. Le projet de nouvel album est définitivement abandonné concomitamment au dernier concert donné à Paimpol.

## Style musical et influences
L'influence de Malicorne, dans la vague folk des années 1970 en France, fut importante, au côté de groupes et d'artistes plus traditionnels comme La Bamboche ou La Chifonnie. Pour L'Encyclopédie de la chanson française, le groupe est « le plus beau fleuron du folk français ». Le groupe se caractérise par l'innovation constante, avec un important travail sur le son et le mariage réussi des instruments traditionnels (acoustiques) et modernes (électroacoustiques et électriques).
Les influences musicales du groupe sont principalement les musiques traditionnelles française et québécoise, la musique du Moyen Âge, la musique celtique mais aussi pour les dernières époques le rock et le jazz[réf. nécessaire].

## Membres

### Anciens membres
- Gabriel Yacoub (1973–1989, 2010, 2011–2017)
- Marie Yacoub (1973–1987, 2010, 2011–2017)
- Hughes de Courson (1973–1978, 1981, 2010)
- Laurent Vercambre (1973–1978, 2010, 2013, 2014–2015)[25]
- Olivier Zdrzalik-Kowalski (1976–1986, 2010)
- Patrick Le Mercier (1979–1981)
- Jean-Pierre Arnoux (1979–1981, 1986), tournée (1987–1989)
- Brian Gulland (1979–1980)
- Dominique Regef (1979–1980)
- Yannick Hardouin (1989, 2010, 2011–2017)
- David Pouradier Duteil (2010, 2011–2017)
- Gilles Chabenat (2011–2017)
- Romain Personnat (2011–2014)
- Nicolaïvan Mingot (2013–2017)

### Musiciens live
- Max Picout — tournée (1973–1974)
- Pierre Kerhervé — tournée (1975–1976)
- René Werneer — tournée (1976–1977)
- Claude Alvarez-Pereyre — tournée (1977)
- Gérard Lavigne — tournée (1984)
- Jean-Marc Alexandre — tournée (1984)
- Frank Gliksman — tournée (1984)
- Michel Le Cam — tournée (1984, 1986), tournée (1987–1989)
- Patrice Clémentin — tournée (1987–1989)
- Frédéric Mathet — tournée (1987–1988)
- Nikki Matheson — tournée (1987–1989)

### Musiciens invités
- Dan Ar Braz — solo de guitare électrique sur deux titres, sur l'album L'Extraordinaire Tour de France d'Adélard Rousseau... (1978)
- Michel Santangeli — batterie sur deux titres, sur l'album L'Extraordinaire Tour de France d'Adélard Rousseau... (1978)
- Alan Kloatr (Alain Marie Cloatre, né le 3 mars 1952 et décédé à Brest le 19 janvier 2018[33],[34]) : uilleann pipes, tin whistle, sur l'album Les Cathédrales de l'industrie (1986)
- Olivier Daviau — chabrette, sur l'album Les Cathédrales de l'industrie (1986)
- Jean-Michel Kajdan — guitare électrique, sur l'album Les Cathédrales de l'industrie (1986)

## Discographie

### Albums pré-Malicorne
- 1973 : Pierre de Grenoble (album studio « pré-Malicorne » sous le nom de Gabriel et Marie Yacoub)

### Albums studio
- 1974 : Malicorne (ou Malicorne 1 ou Colin)
- 1975 : Malicorne (ou Malicorne 2 ou Le Mariage anglais)
- 1976 : Almanach
- 1977 : Malicorne (ou Malicorne 4 ou Nous sommes chanteurs de sornettes)
- 1978 : L'Extraordinaire Tour de France d'Adélard Rousseau, dit Nivernais la clef des cœurs, Compagnon charpentier du devoir
- 1979 : Le Bestiaire
- 1981 : Balançoire en feu
- 1986 : Les Cathédrales de l'industrie

### Albums live
- 1979 : En public (enregistrement partiel des concerts des 2 et 3 décembre 1978 au El Casino de Montréal)
- 2011 : Concert exceptionnel aux Francofolies de La Rochelle (deuxième album live et premier DVD ; enregistrement du concert du 15 juillet 2010)

### Compilations
- 1977 : Quintessence (première époque 1974–1977)
- 1989 : Légende, deuxième époque (deuxième époque, 1978–1986)
- 1996 : Vox (chansons interprétées uniquement a capella)
- 2005 : Marie de Malicorne (chansons interprétées uniquement par Marie Yacoub)

### Singles
Les singles que Malicorne a publiés sont, pour la plupart, des singles promotionnels donc non destinés à la vente (sauf trois d'entre eux publiés en 1986, 1996 et 2015)[réf. souhaitée] :
- 1975 : Martin (A: Martin (1975), B: Ronde (Instrumental) (1974)) (publié au début de 1975 à la suite de la sortie en octobre 1974 de leur premier album Malicorne, Martin fut le premier single publié par Malicorne, à la demande de leur maison de disques ayant alors considéré que leur premier album manquait d'un titre accrocheur susceptible d'être diffusé en radio)[17]
- 1975 : J'ai vu le Loup, le Renard et la Belette (A: J'ai vu le Loup, le Renard et la Belette (1975) / B: Marions les Roses) (1975))
- 1975 : Marions les roses (A: Marions les Roses (version courte spécial radio) (1975) / B: J'ai vu le Loup, le Renard et la Belette (1975))
- 1976 : La Jambe me fait mal (Noël est arrivé) (spécial radio) (A: La Jambe me fait mal (Noël est arrivé) (1976) / B: Quand je menai mes chevaux boire (1976) (3.45)) (Hexagone)
- 1976 : Almanach (spécial radio) (A: La Fille au Cresson (1976) / B: Branle de la haie (1976))
- 1978 : La Chica del berro (La Fille au cresson) (A: La Fille au cresson (La Chica del berro) (1976) / B: Quand je menais mes chevaux boire (Cuando llevaba mis caballos a beber) (1976)) (Mediterraneo (Espagne))[35]
- 1978 : À Paris la grande ville (A: À Paris la grande ville (1978) / B: La Danse des damnés (1978))
- 1986 : Dormeur (A: Dormeur (version radio) (1986) / B: Dormeur (version album) (1986))
- 1986 : Big Science (1.2.3.) (A: Big Science (1.2.3.) (1986) / B: Sorcier (1986)) (Celluloïd CEL 1945) (single non promotionnel)
- 1996 : Marions les Roses (A: Marions les Roses (remix 1996) / B: Marions les Roses (1975)) (Acousteack – Boucherie Productions – BP9291-A) (single non promotionnel)
- 2015 : Jehanne (A: Les Cendres de Jeanne (2015) / B: Ghjuvanna (2015)) (Le Roseau (autoproduction) – disponible uniquement au format vinyle 33 tours / 30 cm / 2 titres) (single non promotionnel)[36]

### Clips
- 1981 : Balançoire en feu
- 1986 : Big Science (1.2.3.)

### Contributions
- 1974 : Kertalg 1974[37] (Barclay - LP, France) : album collectif regroupant les enregistrements de quelques titres live interprétés par divers artistes lors de l'édition 1974 du festival de Kertalg dont un titre live inédit de Malicorne : Rossignolet des bois et ronde (Traditionnel/Arrgt. Malicorne)
- 1978 : La Marée Noire (Ballon noir) : album collectif dont le bénéfice des ventes était destiné aux associations écologiques travaillant à réparer les dégâts provoqués par le naufrage de l'Amoco Cadiz et comprenant un titre live inédit de Malicorne (interprété avec le groupe traditionnel La Bamboche) : Le Navire de Bayonne / Paye paysan
- 1979 : Grand bal folk (compilation regroupant des titres de 4 groupes folk : Malicorne, La Bamboche, Le Grand Rouge et La Chifonnie)

## Radio
- Péroline Barbet, "Malicorne, les années fastes! Entretien avec Gabriel Yacoub". Les podcast de la FAMDT (2021)